# زائوزرنی (استان آمور)
زائوزرنی (به لاتین: Zaozerny) یک منطقهٔ مسکونی در روسیه است که در استان آمور واقع شده‌است.